# Maloja Pushbikers
Maloja Pushbikers ist ein deutsches Radsportteam. Von 2018 bis 2024 war das Männerteam als UCI Continental Team lizenziert.

## Organisation und Geschichte
Die um den Teammanager Christian Grasmann, der bis Ende 2018 auch als Radrennfahrer aktiv war, im Jahr 2010 gegründete Mannschaft widmete sich zunächst schwerpunktmäßig dem Bahnradsport, bevor die Organisation im Straßenradsport mit einem österreichischen UCI Continental Team kooperierte, die 2018 unter dem Namen WSA Pushbikers und 2019 als Maloja Pushbikers lizenziert wurde. Während die österreichische Mannschaft 2020 unter dem Namen WSA KTM Graz weiterfuhr, wurde Maloja Pusbikers als neues Continental Team deutscher Nationalität registriert. Im April 2022 gewann Filippo Fortin die zweite Etappe von Belgrad-Banja Luka und erzielte damit den ersten Erfolg der Maloja Pushbikers auf der UCI Europe Tour. 2023 erzielte das Team sieben Siege und war damit das beste deutsche Continental Team.
Auf der Bahn waren die Fahrer der Mannschaft bei zahlreichen nationalen Meisterschaften erfolgreich und belegten Stand Anfang 2020 40 Podiumsplatzierungen bei internationalen Sechstagerennen. Zum Projekt gehörte 2020/2021 auch ein UCI MTB Team sowie von 2017 bis 2021 ein Frauenteam.
Am 31. Juli 2024 wurde bekannt, dass das Team ab sofort seinen Betrieb als Continental Team einstellt und für 2025 keine neue Lizenz beantragen wird. In der Zukunft möchte sich das Team breiter aufstellen und sich in der Nachwuchsförderung engagieren.

## Erfolge als Continental Team
| Rennserie                 | 2020 | 2021 | 2022 | 2023 | 2024 |
| ------------------------- | ---- | ---- | ---- | ---- | ---- |
| UCI ProSeries             | -    | -    | -    | -    | -    |
| UCI Continental Circuits  | -    | -    | 1    | 7    | -    |
| nationale Meisterschaften | -    | -    | -    | -    | -    |

## Platzierungen in der UCI-Weltrangliste
| World Ranking | World Ranking | World Ranking            | World Ranking |
| Jahr          | Teamwertung   | Einzelwertung            |               |
| ------------- | ------------- | ------------------------ | ------------- |
| 2019          | 110.          | Daniel Auer (370. )      |               |
| 2020          | 130.          | Corey Davis (1013. )     |               |
| 2021          | 158.          | Miká Heming (1534. )     |               |
| 2022          | 145.          | Daniel Bichlmann (962. ) |               |
| 2023          | 93.           | Filippo Fortin (440. )   |               |
| 2024          | —             | Filippo Fortin (1400. )  |               |
|               |               |                          |               |
| Quelle: UCI   |               |                          |               |